# Funny How Love Is
Funny How Love Is (español: gracioso como es el amor) es una canción escrita por Freddie Mercury, figura en la décima pista del segundo álbum de estudio Queen II grabado por la banda de rock inglesa Queen a comienzos de 1974.
La canción presenta un carácter alegre, donde las voces toman un papel primordial en la composición.
- Datos: Q1004360